# Jogos Olímpicos de Verão de 2000
Jogos Olímpicos de Verão de 2000 (em inglês: 2000 Summer Olympics), oficialmente conhecidos como os Jogos da XXVII Olimpíada, foram um evento multiesportivo realizado em Sydney, capital do estado de Nova Gales do Sul, na Austrália, entre 13 de setembro e 1 de outubro de 2000, com a cerimônia de abertura ocorrendo em 15 de setembro. Foi a segunda vez que as Olimpíadas foram realizadas no hemisfério sul, sendo a primeira em Melbourne em 1956. Apesar de serem oficialmente os Jogos Olímpicos de Verão de 2000, os Jogos de Sydney ocorreram entre o fim do inverno e o início da primavera australiana.
Competiram 10 651 atletas de 199 países, em 300 eventos esportivos de vinte e oito modalidades.

## Processo de candidatura
| Resultados de candidatura dos Jogos da XXVII Olimpíada | Resultados de candidatura dos Jogos da XXVII Olimpíada | Resultados de candidatura dos Jogos da XXVII Olimpíada | Resultados de candidatura dos Jogos da XXVII Olimpíada | Resultados de candidatura dos Jogos da XXVII Olimpíada |
| Cidade                                                 | Rodada 1                                               | Rodada 2                                               | Rodada 3                                               | Rodada 4                                               |
| ------------------------------------------------------ | ------------------------------------------------------ | ------------------------------------------------------ | ------------------------------------------------------ | ------------------------------------------------------ |
| Sydney                                                 | 30                                                     | 30                                                     | 37                                                     | 45                                                     |
| Pequim                                                 | 32                                                     | 37                                                     | 40                                                     | 43                                                     |
| Manchester                                             | 11                                                     | 13                                                     | 11                                                     | -                                                      |
| Berlim                                                 | 9                                                      | 9                                                      | -                                                      | -                                                      |
| Istambul                                               | 7                                                      | -                                                      | -                                                      | -                                                      |

Cinco cidades se candidataram a sede dos Jogos de 2000: Pequim (China), Berlim (Alemanha), Istambul (Turquia) e Manchester (Inglaterra), além de Sydney. Brasília (Brasil) e Milão (Itália) desistiram durante o processo de candidatura. Tashkent (Uzbequistão) também manifestou interesse, mas não chegou a entregar o livro de candidatura.
A escolha ocorreu na 101ª reunião do Comitê Olímpico Internacional, realizada em Monte Carlo (Mônaco). Na primeira rodada da votação, Pequim ficou em primeiro lugar, mas não obteve a maioria absoluta. Segundo as regras do COI, nesses casos, a última colocada (no caso, Istambul) é eliminada e ocorre uma nova rodada. O processo se repete até que alguma cidade consiga maioria absoluta. No caso dessa eleição, a decisão só ocorreu na última rodada.

## Organização

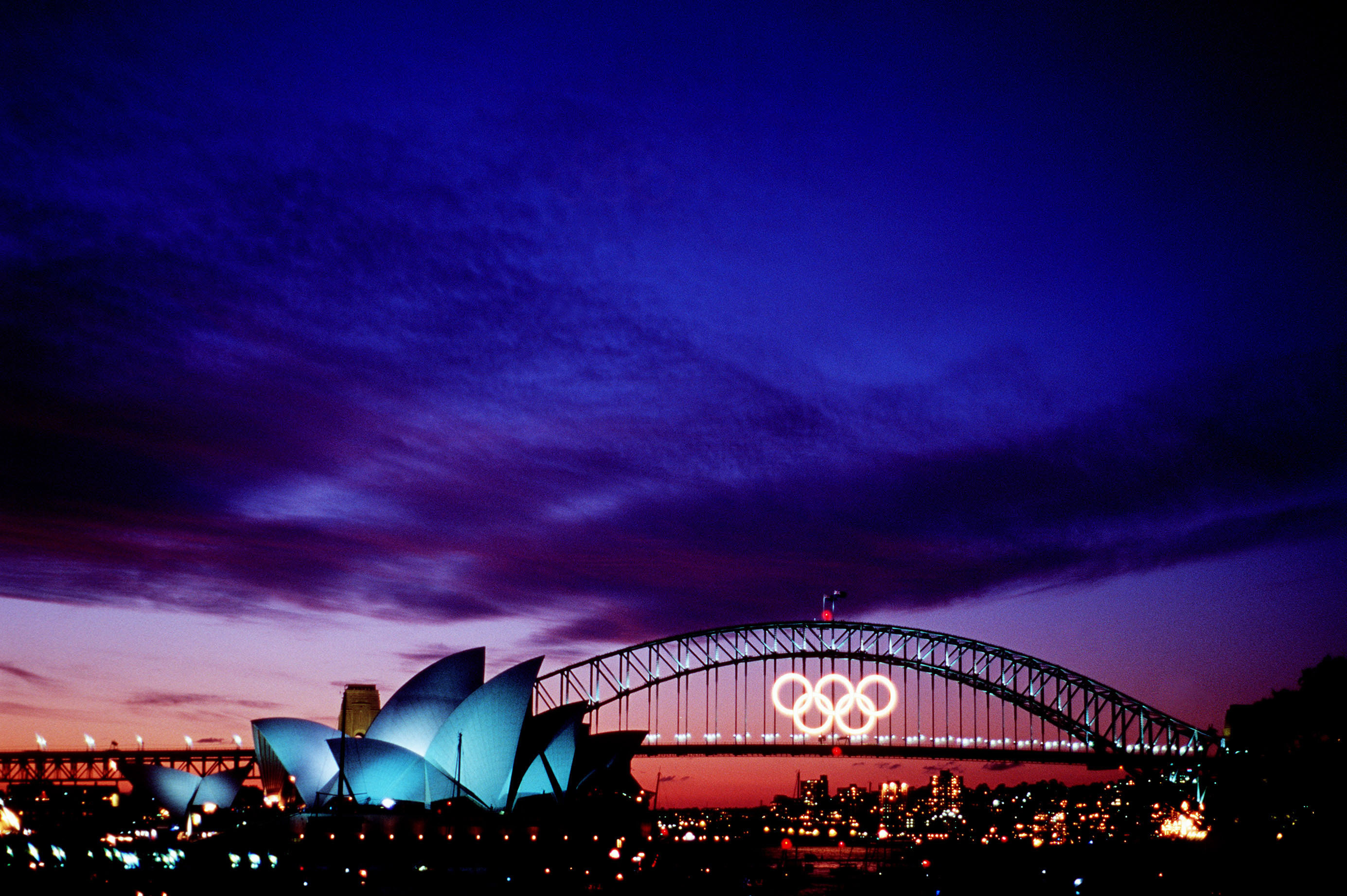
Pôr do sol no dia da cerimônia de encerramento. Na paisagem estão a Ópera de Sydney e a Ponte da Baía de Sydney (ao fundo), símbolos da cidade

### Custos
Em 2002, o Auditor-Geral da Nova Gales do Sul informou que os Jogos de Sydney custaram 6,6 bilhões de dólares australianos, com um custo líquido público entre 1,7 e AUD$ 2,4 bilhões.
Estima-se que o impacto econômico dos Jogos foi de AUD$ 2,1 bilhões que foi coberto por fundos públicos. O crescimento econômico não foi estimulado a um benefício líquido e nos anos desde 2000, o turismo estrangeiro a Nova Gales do Sul cresceu menos do que o turismo para a Austrália como um todo. Um efeito multiplicador no maior desenvolvimento econômico não se realiza como uma simples análise "multiplicadora", não conseguindo captar que os recursos foram redirecionados de outros lugares: a construção de um estádio, os custos de outras obras públicas, tais como reformas e expansões para hospitais. Construindo espaços desportivos praticamente não aumentou o estoque total de capital produtivo nos seguintes aos Jogos: "centros equestres, compostos softball e corredeiras artificiais não são particularmente úteis para além de sua função imediata."

### Marketing
O logotipo dos Jogos de Sydney representam uma ginasta usando elementos da cultura australiana, como bumerangues (que formas as pernas e os braços da ginasta), o sol (cabeça) e a Ópera de Sydney (fita na mão da ginasta). O logotipo da candidatura foi desenhado por Michael Bryce, um arquiteto e designer gráfico, cuja esposa, Quentin Bryce tornou-se governadora de Queensland em 2003 e governadora-geral da Austrália em 2008.
Pela primeira vez os Jogos Olímpicos tiveram três mascotes: "Olly", uma kookaburra que representou a generosidade, "Syd", um ornitorrinco representante do meio-ambiente e da energia do povo australiano, e "Millie", uma equidna representante da tecnologia do novo milênio.
Assim como em diversas edições anteriores (desde Amsterdã 1928), a medalha representa a deusa da vitória com um ramo de oliveira. No verso, aparecem a Ópera de Sydney, a tocha e os anéis olímpicos.

### Locais de competição

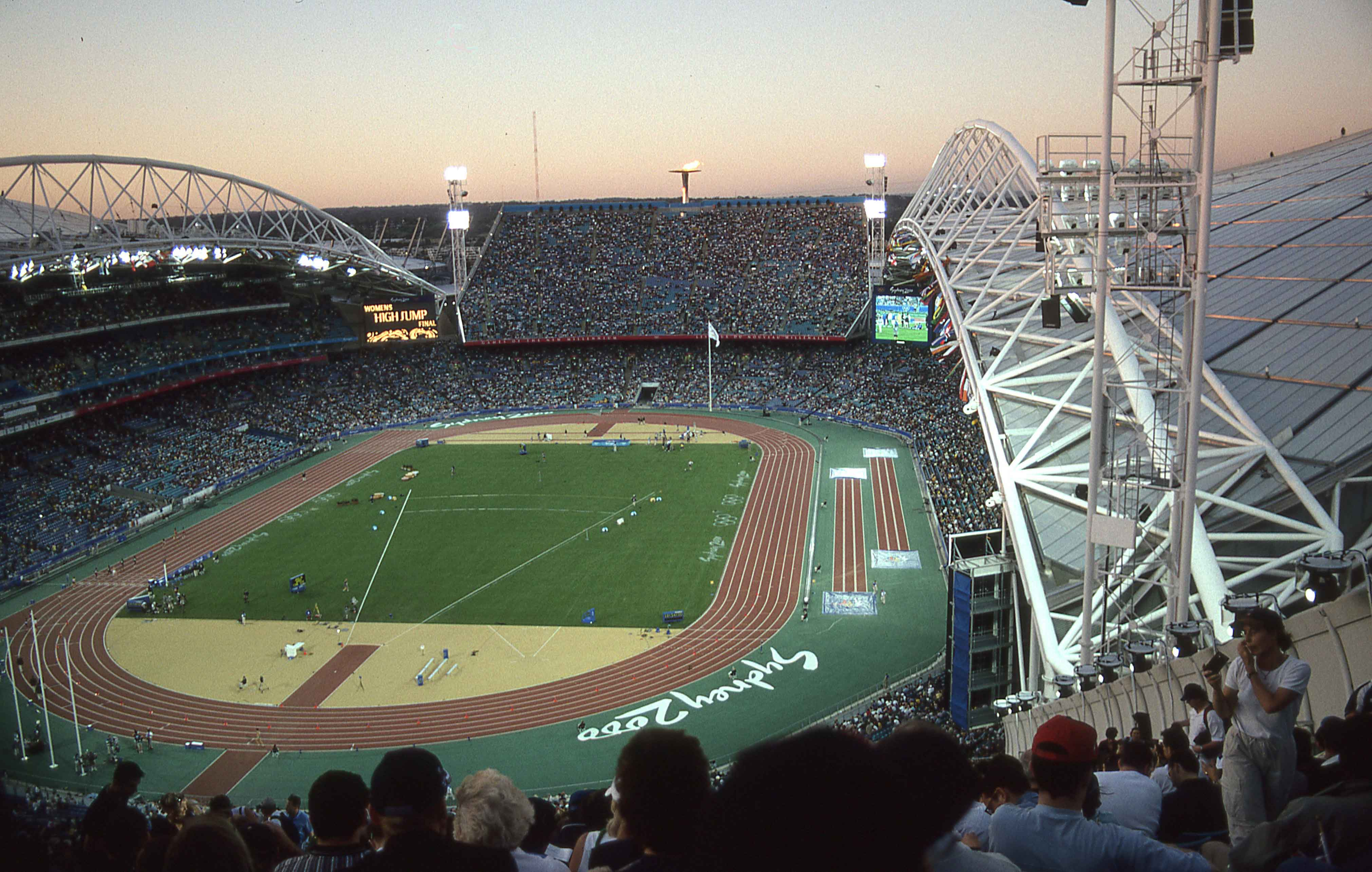
Estádio Olímpico de Sydney durante os jogos

25 sedes foram utilizadas nos Jogos Olímpicos de Verão de 2000. Nove delas formaram o Parque Olímpico de Sydney (entre elas o Estádio Olímpico e o Centro Aquático). Além de Sydney, outras quatro cidades receberam competições dos Jogos (apenas partidas preliminares do futebol): Canberra, Adelaide, Melbourne e Brisbane.
O Estádio Olímpico de Sydney começou a ser construído em setembro de 1996, e foi inaugurado em março de 1999. O maior estádio olímpico já construído (com capacidade para 110 mil pessoas) recebeu, além das cerimônias de abertura e encerramento, as competições de atletismo e a final do futebol masculino, entre Camarões e Espanha. Após os Jogos, passou por uma grande reforma, em que a pista de atletismo foi retirada e a capacidade foi reduzida para 83 500 torcedores em jogos de futebol e 81 500 em jogos de críquete e futebol australiano.
Com capacidade para 17 500 pessoas, o Centro Aquático Internacional sediou as competições de natação, pólo aquático, saltos ornamentais e nado sincronizado. Foi construído em 1994. Hoje em dia é um centro de treinamento para atletas australianos, além de sediar uma escola de natação.

### Transmissão
A maioria das imagens usadas pelas emissoras internacionais das Cerimônias de Abertura e Encerramento foram dirigidas pelo SOBO (Sydney Olympic Broadcasting Organization) de responsabilidade do diretor australiano Peter Faiman.

## Tocha Olímpica

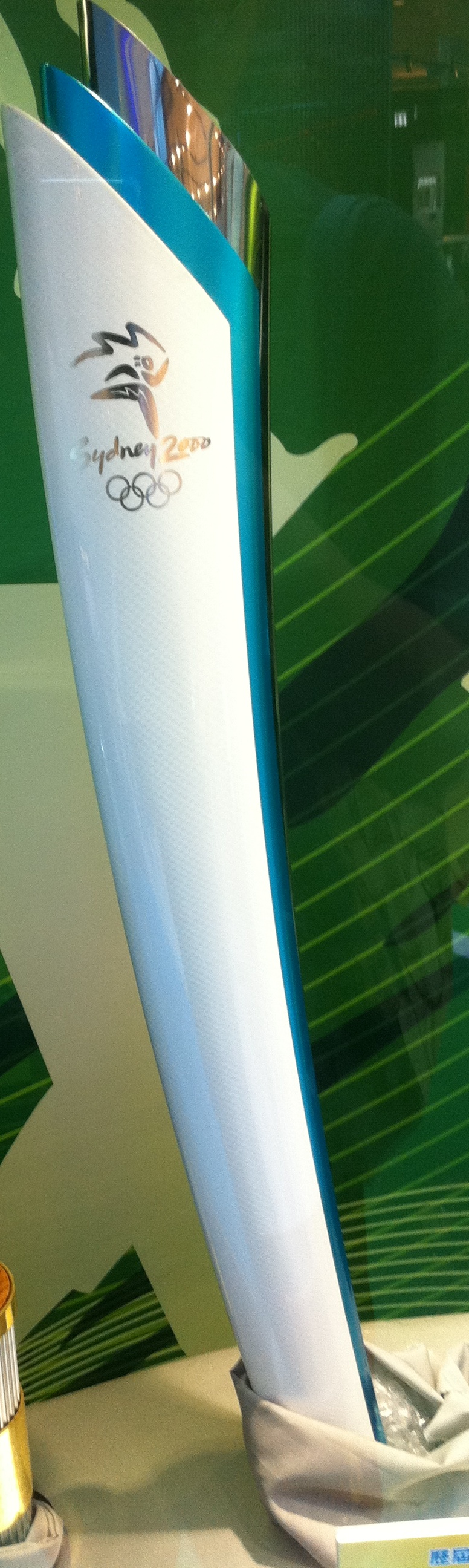
Tocha dos Jogos de 2000

Assim como o logotipo, a tocha também foi inspirada na Ópera de Sydney. Seus detalhes lembram as águas azuis do Oceano Pacífico. A tocha possui 72 centímetros de comprimento e pesa cerca de mil gramas
O revezamento da tocha começou com o acendimento da chama na Grécia no dia 12 de maio e passou por dez dias em cidades e vilas gregas. Depois seguiu para Oceania onde percorreu com o uso de um modelo especial de avião operado pela transportadora oficial, Ansett, as ilhas do Oceano Pacífico indo para Guam, as Ilhas Cook. O revezamento da tocha deixou para trás as palmeiras e praias de Tonga em 2 de junho, próxima parada foram as estações de esqui de Queenstown, na ilha sul da Nova Zelândia.
Na Austrália, o revezamento da tocha viajou mais de 27 mil km e foi realizado por 11 mil portadores, no maior revezamento da tocha até então na  história olímpica. A chama olímpica percorreu por uma variedade de modais de transporte, incluindo um aerobarco em Bondi, o trem do Índico-Pacífico através da Planície de Nullarbor, as aeronaves Royal Flying Doctor Service no interior do deserto australiano o e de camelo em Cable Beach em Broome, no noroeste do país. A perna australiana começou Uluru, no centro geográfico da Austrália.
O revezamento passou por doze países antes de chegar à Austrália e estima-se que um milhão de espectadores tenham recepcionado a tocha em sua chegada a Sydney.

## Modalidades disputadas
Em relação aos Jogos de 1996, o programa mudou bastante: 
- Atletismo: a Marcha atlética feminina teve sua distância aumentada de 10 km para 20 km e foram incluídos o Lançamento de martelo e o Salto com vara femininos;
- Ciclismo de pista: foram incluídas as provas de Keirin, Madison e Sprint olímpico para os homens e Contra o relógio para as mulheres;
- Ginástica: duas provas de Trampolim acrobático ocorreram pela primeira vez;
- Halterofilismo: houve uma redistribuição de pessoas nas classes no masculino, fazendo seu número cair de dez para oito, além da inclusão de cinco classes femininas;
- Lutas: houve uma redistribuição de pessoas nas classes, fazendo seu número cair de vinte para dezesseis.
- Nado sincronizado: estreou a prova de Duetos;
- Pentatlo moderno: estreia da prova feminina;
- Polo aquático: o torneio feminino estreou;
- Saltos ornamentais: quatro eventos sincronizados (Trampolim e Plataforma, masculino e feminino) foram disputados pela primeira vez;
- Taekwondo: o outro esporte estreante teve oito categorias de peso;
- Tiro: entraram no programa as provas femininas de Fossa olímpica e Skeet;
- Triatlo: o esporte estreou com as provas masculina e feminina;
- Vela: a classe 49er foi incluída no programa;

No total, foram distribuídas vinte e sete medalhas de ouro a mais que em 1996. Abaixo a lista de modalidades que foram disputadas nos Jogos. Os esportes aquáticos (natação, nado sincronizado, saltos ornamentais e polo aquático) são regulamentados pelo mesmo órgão (FINA), enquanto o voleibol e o voleibol de praia são ambos administrados pela FIVB. Em parênteses o número de eventos em cada modalidade:
| - Atletismo - Badminton - Basquetebol - Beisebol - Boxe - Canoagem - Ciclismo - Esgrima - Futebol - Ginástica - Halterofilismo | - Handebol - Hipismo - Hóquei sobre a grama - Judô - Nado sincronizado - Natação - Lutas - Pentatlo moderno - Polo aquático - Remo - Saltos ornamentais | - Softbol - Taekwondo - Tênis - Tênis de mesa - Tiro - Tiro com arco - Triatlo - Vela - Voleibol - Voleibol de praia |

## Nações participantes

Países participantes.

Ao todo, 199 Comitês Olímpicos Nacionais enviaram representantes nos Jogos de Sydney, dois a mais do que nos Jogos de 1996. Eritreia, Micronésia e Palau fizeram suas estreias em Jogos Olímpicos.
O Afeganistão foi o único país que participou dos Jogos de 1996 e não esteve em Sydney. Quatro atletas timorenses competiram como Atletas Olímpicos Individuais (IOA).
| \| - RSA África do Sul - ALB Albânia - GER Alemanha - AND Andorra - ANG Angola - ANT Antígua e Barbuda - AHO Antilhas Neerlandesas - KSA Arábia Saudita - ALG Argélia - ARG Argentina - ARM Armênia - ARU Aruba - AUS Austrália - AUT Áustria - AZE Azerbaijão - BAH Bahamas - BRN Bahrein - BAN Bangladesh - BAR Barbados - BEL Bélgica - BIZ Belize - BEN Benim - BER Bermudas - BLR Bielorrússia - BOL Bolívia - BIH Bósnia e Herzegovina - BOT Botsuana - BRA Brasil - BRU Brunei - BUL Bulgária - BUR Burquina Fasso - BDI Burundi - BHU Butão - CPV Cabo Verde - CMR Camarões - CAM Camboja - CAN Canadá - KAZ Cazaquistão - CHA Chade - CHI Chile - CHN China - CYP Chipre - COL Colômbia - COM Comores - CGO Congo - PRK Coreia do Norte - KOR Coreia do Sul - CIV Costa do Marfim - CRC Costa Rica - CRO Croácia \| - CUB Cuba - DEN Dinamarca - DJI Djibuti - DMA Dominica - EGY Egito - ESA El Salvador - UAE Emirados Árabes Unidos - ERI Eritreia - SVK Eslováquia - SLO Eslovênia - ESP Espanha - USA Estados Unidos - EST Estônia - ETH Etiópia - ECU Equador - FIJ Fiji - PHI Filipinas - FIN Finlândia - FRA França - GAB Gabão - GAM Gâmbia - GHA Gana - GEO Geórgia - GBR Grã-Bretanha - GRN Granada - GRE Grécia - GUM Guam - GUA Guatemala - GUY Guiana - GUI Guiné - GBS Guiné-Bissau - GEQ Guiné Equatorial - HAI Haiti - HON Honduras - HKG Hong Kong - HUN Hungria - YEM Iêmen - CAY Ilhas Cayman - COK Ilhas Cook - SOL Ilhas Salomão - ISV Ilhas Virgens Americanas - IVB Ilhas Virgens Britânicas - IND Índia - INA Indonésia - IRI Irã - IRQ Iraque - IRL Irlanda - ISL Islândia - ISR Israel - ITA Itália \| - JAM Jamaica - JPN Japão - JOR Jordânia - YUG Iugoslávia - KUW Kuwait - LAO Laos - LES Lesoto - LAT Letônia - LIB Líbano - LBR Libéria - LBA Líbia - LIE Liechtenstein - LTU Lituânia - LUX Luxemburgo - MKD Macedônia - MAD Madagascar - MAS Malásia - MAW Malawi - MDV Maldivas - MLI Mali - MLT Malta - MAR Marrocos - MRI Maurício - MTN Mauritânia - MEX México - MYA Mianmar - FSM Estados Federados da Micronésia - MOZ Moçambique - MDA Moldávia - MON Mônaco - MGL Mongólia - NAM Namíbia - NRU Nauru - NEP Nepal - NCA Nicarágua - NIG Níger - NGR Nigéria - NOR Noruega - NZL Nova Zelândia - OMA Omã - NED Países Baixos - PLW Palau - PLE Palestina - PAN Panamá - PNG Papua-Nova Guiné - PAK Paquistão - PAR Paraguai - PER Peru - POL Polônia - PUR Porto Rico \| - POR Portugal - QAT Catar - KEN Quênia - KGZ Quirguistão - CAF República Centro-Africana - CZE República Checa - COD República Democrática do Congo - DOM República Dominicana - ROU Romênia - RWA Ruanda - RUS Rússia - SAM Samoa - ASA Samoa Americana - SMR San Marino - LCA Santa Lúcia - SKN São Cristóvão e Neves - STP São Tomé e Príncipe - VIN São Vicente e Granadinas - SEN Senegal - SLE Serra Leoa - SEY Seicheles - SIN Singapura - SYR Síria - SOM Somália - SRI Sri Lanka - SWZ Suazilândia - SUD Sudão - SWE Suécia - SUI Suíça - SUR Suriname - TJK Tajiquistão - THA Tailândia - TPE Taipé Chinês - TAN Tanzânia - TOG Togo - TGA Tonga - TRI Trinidad e Tobago - TUN Tunísia - TKM Turcomenistão - TUR Turquia - UKR Ucrânia - UGA Uganda - URU Uruguai - UZB Uzbequistão - VAN Vanuatu - VEN Venezuela - VIE Vietnã - ZAM Zâmbia - ZIM Zimbabwe - IOA Atl. Ol. Individuais \| | | | |
| - RSA África do Sul - ALB Albânia - GER Alemanha - AND Andorra - ANG Angola - ANT Antígua e Barbuda - AHO Antilhas Neerlandesas - KSA Arábia Saudita - ALG Argélia - ARG Argentina - ARM Armênia - ARU Aruba - AUS Austrália - AUT Áustria - AZE Azerbaijão - BAH Bahamas - BRN Bahrein - BAN Bangladesh - BAR Barbados - BEL Bélgica - BIZ Belize - BEN Benim - BER Bermudas - BLR Bielorrússia - BOL Bolívia - BIH Bósnia e Herzegovina - BOT Botsuana - BRA Brasil - BRU Brunei - BUL Bulgária - BUR Burquina Fasso - BDI Burundi - BHU Butão - CPV Cabo Verde - CMR Camarões - CAM Camboja - CAN Canadá - KAZ Cazaquistão - CHA Chade - CHI Chile - CHN China - CYP Chipre - COL Colômbia - COM Comores - CGO Congo - PRK Coreia do Norte - KOR Coreia do Sul - CIV Costa do Marfim - CRC Costa Rica - CRO Croácia | - CUB Cuba - DEN Dinamarca - DJI Djibuti - DMA Dominica - EGY Egito - ESA El Salvador - UAE Emirados Árabes Unidos - ERI Eritreia - SVK Eslováquia - SLO Eslovênia - ESP Espanha - USA Estados Unidos - EST Estônia - ETH Etiópia - ECU Equador - FIJ Fiji - PHI Filipinas - FIN Finlândia - FRA França - GAB Gabão - GAM Gâmbia - GHA Gana - GEO Geórgia - GBR Grã-Bretanha - GRN Granada - GRE Grécia - GUM Guam - GUA Guatemala - GUY Guiana - GUI Guiné - GBS Guiné-Bissau - GEQ Guiné Equatorial - HAI Haiti - HON Honduras - HKG Hong Kong - HUN Hungria - YEM Iêmen - CAY Ilhas Cayman - COK Ilhas Cook - SOL Ilhas Salomão - ISV Ilhas Virgens Americanas - IVB Ilhas Virgens Britânicas - IND Índia - INA Indonésia - IRI Irã - IRQ Iraque - IRL Irlanda - ISL Islândia - ISR Israel - ITA Itália | - JAM Jamaica - JPN Japão - JOR Jordânia - YUG Iugoslávia - KUW Kuwait - LAO Laos - LES Lesoto - LAT Letônia - LIB Líbano - LBR Libéria - LBA Líbia - LIE Liechtenstein - LTU Lituânia - LUX Luxemburgo - MKD Macedônia - MAD Madagascar - MAS Malásia - MAW Malawi - MDV Maldivas - MLI Mali - MLT Malta - MAR Marrocos - MRI Maurício - MTN Mauritânia - MEX México - MYA Mianmar - FSM Estados Federados da Micronésia - MOZ Moçambique - MDA Moldávia - MON Mônaco - MGL Mongólia - NAM Namíbia - NRU Nauru - NEP Nepal - NCA Nicarágua - NIG Níger - NGR Nigéria - NOR Noruega - NZL Nova Zelândia - OMA Omã - NED Países Baixos - PLW Palau - PLE Palestina - PAN Panamá - PNG Papua-Nova Guiné - PAK Paquistão - PAR Paraguai - PER Peru - POL Polônia - PUR Porto Rico | - POR Portugal - QAT Catar - KEN Quênia - KGZ Quirguistão - CAF República Centro-Africana - CZE República Checa - COD República Democrática do Congo - DOM República Dominicana - ROU Romênia - RWA Ruanda - RUS Rússia - SAM Samoa - ASA Samoa Americana - SMR San Marino - LCA Santa Lúcia - SKN São Cristóvão e Neves - STP São Tomé e Príncipe - VIN São Vicente e Granadinas - SEN Senegal - SLE Serra Leoa - SEY Seicheles - SIN Singapura - SYR Síria - SOM Somália - SRI Sri Lanka - SWZ Suazilândia - SUD Sudão - SWE Suécia - SUI Suíça - SUR Suriname - TJK Tajiquistão - THA Tailândia - TPE Taipé Chinês - TAN Tanzânia - TOG Togo - TGA Tonga - TRI Trinidad e Tobago - TUN Tunísia - TKM Turcomenistão - TUR Turquia - UKR Ucrânia - UGA Uganda - URU Uruguai - UZB Uzbequistão - VAN Vanuatu - VEN Venezuela - VIE Vietnã - ZAM Zâmbia - ZIM Zimbabwe - IOA Atl. Ol. Individuais |

## Fatos e destaques

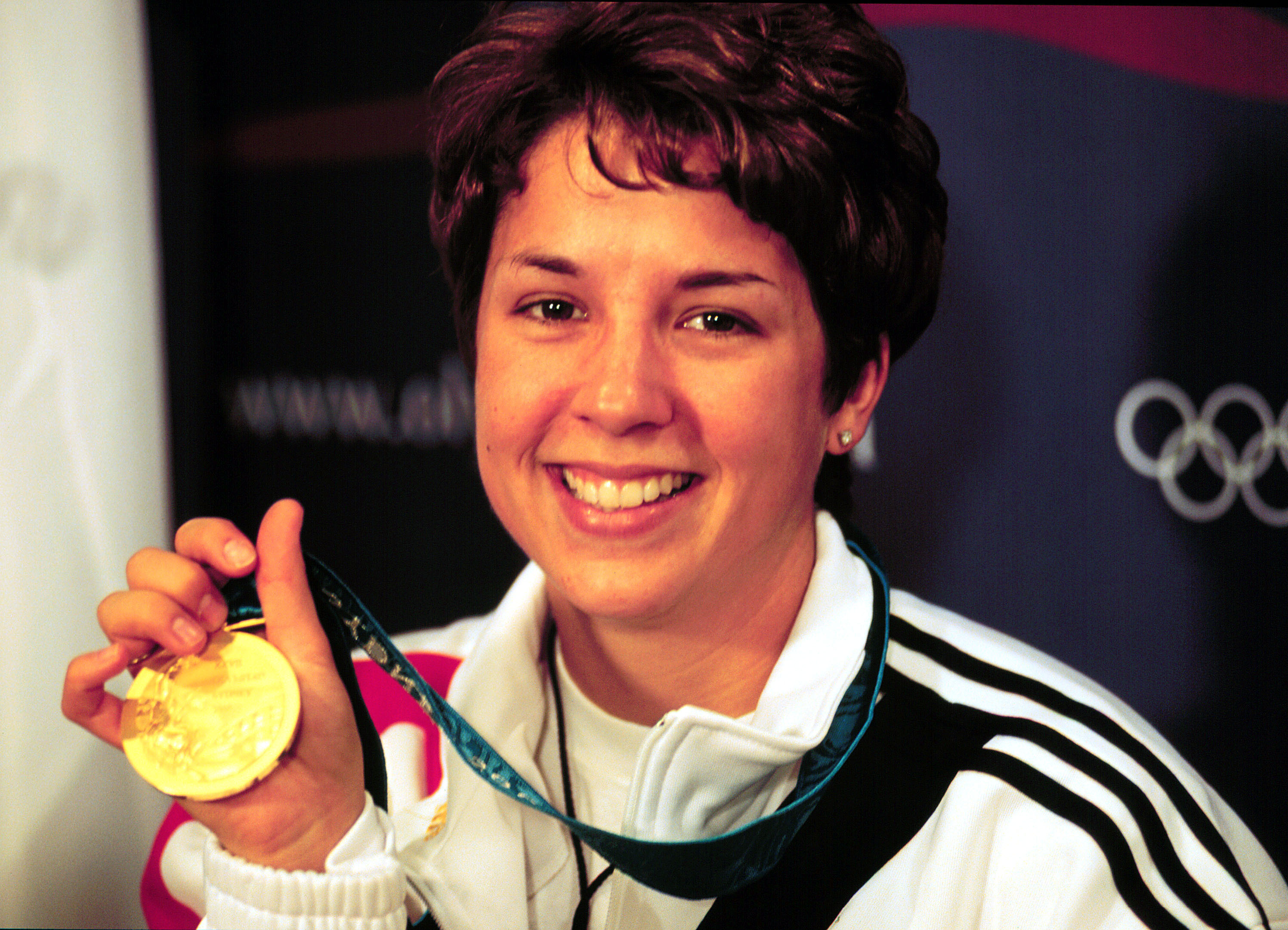
Nancy Johnson e sua medalha.

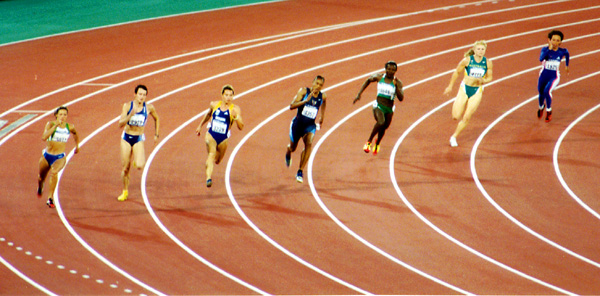
Marion Jones (ao centro) na prova dos 200m.

- Na Cerimônia de Abertura, a pira olímpica é acesa pela descendente de aborígenes Cathy Freeman, num simbólico mea culpa dos australianos pela dominação e quase extinção da raça indígena que habitava a Austrália antes da chegada dos brancos. Dias depois, Freeman ganharia a medalha de ouro nos 400 metros rasos.[14]
- No desfile das delegações, as duas Coreias entraram no estádio unidas sob a mesma bandeira pela primeira vez em Olimpíadas, mas competiram separadas.[15]
- Durante o primeiro dia de competições, o presidente do COI, Juan Antonio Samaranch, precisou viajar de volta para casa, devido a uma doença de sua esposa. Quando chegou, ela já havia morrido. Samaranch voltou para Sydney quatro dias depois. Durante este período, a bandeira olímpica ficou hasteada a meio mastro, em sinal de respeito à esposa do presidente.[16]
- As primeiras medalhas dos Jogos foram dadas na prova Carabina de ar comprimido a 10m feminino. Nancy Johnson, dos Estados Unidos (foto), foi a primeira campeã dos Jogos de Sydney.[17]
- Ian Thorpe, australiano de 17 anos, torna-se o maior nome da natação dos Jogos, ao ganhar três medalhas de ouro, quebrando seu próprio recorde mundial nos 400 metros livres. Entre as mulheres, a neerlandesa Inge de Bruijn é o destaque, com três ouros e um recorde mundial.[18]
- Pela primeira vez na história, a Grécia ganha a medalha de ouro numa prova de velocidade do atletismo, com a vitória de Konstantinos Kenteris nos 200 metros rasos.[19]
- Marion Jones, dos Estados Unidos, se torna a rainha do estádio olímpico ao conquistar três medalhas de ouro e duas de bronze e se tornar a primeira mulher a ganhar cinco medalhas no atletismo na mesma Olimpíada.[20] Em 2007, entretanto, confessaria ter recorrido ao doping e devolveria todas as medalhas conquistadas em Sydney.[21][22]
- Maria Mutola, de Moçambique, ganha a primeira medalha de ouro de seu país, nos 800m. Foi a segunda medalha de Moçambique. A primeira, de bronze, também foi ganha por Mutola, em Atlanta 1996 e na mesma prova.[23]
- Camarões conquista uma histórica medalha de ouro ao derrotar a Espanha na final do futebol após a disputa de pênaltis.[24]
- A Colômbia também ganha a primeira medalha de ouro de sua história, no levantamento de peso feminino, com María Isabel Urrutia.[25]
- Steve Redgrave, da Grã-Bretanha, conquista sua quinta medalha de ouro consecutiva em Jogos Olímpicos no remo.[26]
- O lutador de taekwondo Hieu Ngan Tran ganhou a primeira medalha do Vietnã (prata), desde a primeira participação do país em 1952.[27]
- Eric Moussambani, nadador da Guiné Equatorial, tinha aprendido a nadar apenas seis meses antes do início dos Jogos e durante as competições de Sydney foi a primeira vez que nadava em piscinas com distância oficial (na Guiné Equatorial não existiam piscinas olímpicas). O nadador competiu nos 100 metros livres sozinho, já que os dois competidores da sua série haviam sido desclassificados por terem feito falsas partidas. Ele demorou mais que o dobro do tempo dos primeiros colocados das outras eliminatórias e quase se afogou, mas por sua simpatia e pelo espírito olímpico se tornou um dos destaques da competição.[28]
- Cuba conquistou o inédito tricampeonato olímpico seguido e confirmou sua hegemonia no voleibol feminino.[29]
- O Afeganistão foi suspenso dos Jogos em 1999 devido ao regime Taliban e não competiu em Sydney, voltando nos Jogos de Atenas, com a liberação do Comitê Nacional em 2002.[30]
- Pela primeira vez desde Montreal 1976, o Brasil ficou sem medalhas de ouro em uma Olimpíada. Em contrapartida, os atletas brasileiros tiveram a melhor campanha na história até então no total de medalhas, com 12.[31][32]

## Quadro de medalhas
O quadro abaixo é o oficial do Comitê Olímpico Internacional, atualizado após os casos de devolução de medalhas envolvendo a atleta Marion Jones por doping. A alteração mais recente foi causada pela desclassificação do ciclista estadunidense Lance Armstrong após confissão de casos de doping.
| Ordem                                                                       | País               | Medalha de ouro | Medalha de prata | Medalha de bronze |    | Ordem por total |
| --------------------------------------------------------------------------- | ------------------ | --------------- | ---------------- | ----------------- | -- | --------------- |
| 1                                                                           | USA Estados Unidos | 37              | 24               | 32                | 93 | 1               |
| 2                                                                           | RUS Rússia         | 32              | 28               | 29                | 89 | 2               |
| 3                                                                           | CHN China          | 28              | 16               | 14                | 58 | 3               |
| 4                                                                           | AUS Austrália      | 16              | 25               | 17                | 58 | 4               |
| 5                                                                           | GER Alemanha       | 13              | 17               | 26                | 56 | 5               |
| 6                                                                           | FRA França         | 13              | 14               | 11                | 38 | 6               |
| 7                                                                           | ITA Itália         | 13              | 8                | 13                | 34 | 7               |
| 8                                                                           | NED Países Baixos  | 12              | 9                | 4                 | 25 | 11              |
| 9                                                                           | CUB Cuba           | 11              | 11               | 7                 | 29 | 8               |
| 10                                                                          | GBR Grã-Bretanha   | 11              | 10               | 7                 | 28 | 9               |
|                                                                             |                    |                 |                  |                   |    |                 |
| 49                                                                          | MOZ Moçambique     | 1               |                  |                   | 1  | 65              |
|                                                                             |                    |                 |                  |                   |    |                 |
| 52                                                                          | BRA Brasil         |                 | 6                | 6                 | 12 | 21              |
|                                                                             |                    |                 |                  |                   |    |                 |
| 69                                                                          | POR Portugal       |                 |                  | 2                 | 2  | 58              |
| Fonte: Olympic Museum Os demais países lusófonos não conquistaram medalhas. |                    |                 |                  |                   |    |                 |

Marion Jones, ganhadora de três medalhas de ouro e duas medalhas de bronze para os Estados Unidos, renunciou-as em outubro de 2007 depois de confessar que tinha tomado tetrahidrogestrinona (THG) de setembro de 2000 a julho de 2001. O COI formalmente cassou Jones e sua equipe de revezamento de suas cinco medalhas, apesar de que às suas colegas de equipe foi oferecido um caso para manter suas medalhas. No fim, a equipe de Jones teve suas medalhas reintegradas. Jones também foi proibida de competir por dois anos pela Federação Internacional de Atletismo.
Em 2 de agosto de 2008, o Comitê Olímpico Internacional cassou a medalha de ouro da equipe masculina dos Estados Unidos do revezamento 4x400 metros, depois que Antonio Pettigrew admitiu ter usado uma substância proibida. Três dos quatro corredores no final do evento, incluindo Pettigrew e os gêmeos Alvin e Calvin Harrison, e na rodada preliminar o corredor Jerome Young, todos admitiram ou testaram positivo para substâncias dopantes. Somente Angelo Taylor, que também correu em fases preliminares, e o recordista mundial Michael Johnson não foram implicados. A medalha foi a quinta medalha de ouro para o recordista mundial Johnson, que afirmou que ele já tinha planejado devolver a medalha, porque ele se sentiu "enganado, traído e decepcionado" pelo testemunho de Pettigrew. A posição da medalha de ouro para esta prova está vaga.
Em 28 de abril de 2010, o COI cassou a China de sua medalha de bronze da competição feminina por equipe para a utilização de um ginasta menor de idade. A medalha foi concedida aos Estados Unidos.

## Cerimônias

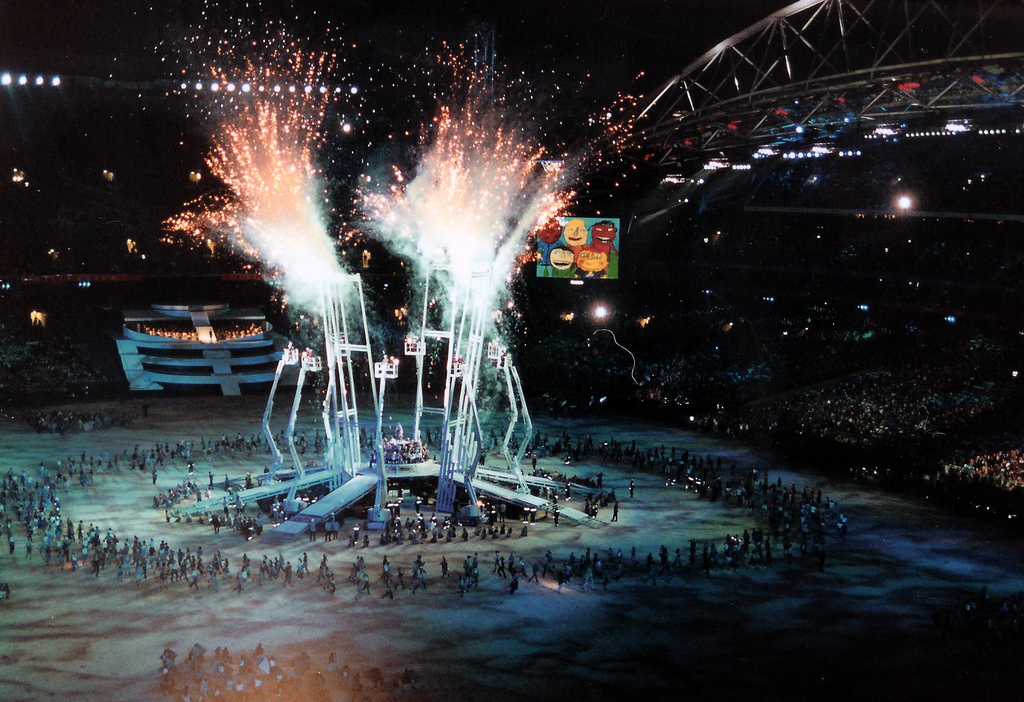
Um momento da Cerimônia de Abertura

### Cerimônia de encerramento

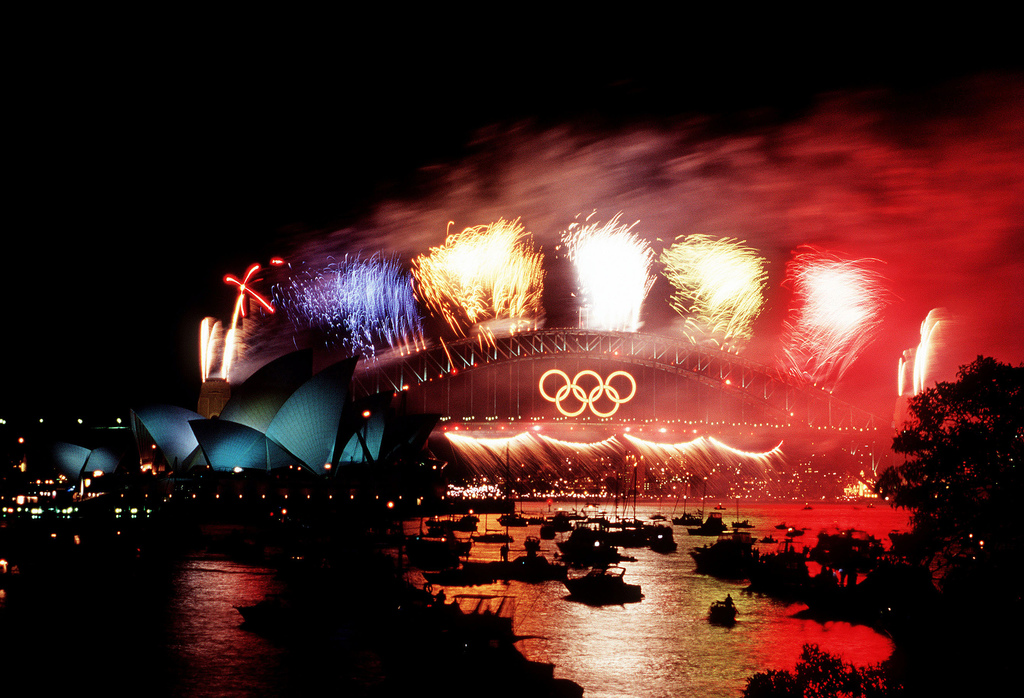
Fogos na Baía de Sydney com as cores olímpicas na Cerimônia de Encerramento.

Os maiores Jogos Olímpicos de todos os tempos em número de atletas e de países ocorreram num clima de paz e com uma excelente organização, que levaram o presidente do COI Juan Antonio Samaranch a dizer, na Cerimônia de Encerramento:
| “ | Estou muito orgulhoso e feliz de declarar que vocês apresentaram ao mundo os melhores Jogos Olímpicos de todos os tempos. | ” |
|   | — Juan Antonio Samaranch..                                                                                                |   |